# Schönau im Mühlkreis
Schönau im Mühlkreis è un comune austriaco di 1 952 abitanti nel distretto di Freistadt, in Alta Austria.